# Asanada sukhensis
Asanada sukhensis – gatunek parecznika z rzędu skolopendrokształtnych i rodziny skolopendrowatych.
Gatunek ten został opisany w 1984 roku przez B. S. Jangi i C. M. S. Dassa. Jako lokalizację typową wskazano Sukhę w stanie Madhya Pradesh.
Parecznik ten odznacza się m.in.: podłużnym rowkiem środkowym ograniczynom tylko do tylnej połowy uda odnóży końcowych (analnych) i krótkimi czułkami, które nie sięgają za pierwszy segment ciała. 
Parecznik orientalny, endemiczny dla Indii, podawany ze stanów Kerala, Orisa i Madhya Pradesh.